# Tonni Adamsen
Tonni Adamsen (født 15. november 1994) er en dansk professionel fodboldspiller, som spiller som angriber for den danske Superliga-klub Silkeborg.

## Klubkarriere

### Silkeborg
Den 29. marts 2024 scorede Adamsen sit første hattrick for Silkeborg i den første kamp i DBU-pokal semifinalen 2023-24 mod Fredericia.